# Michael Andrews (compositore)
Michael Peter Andrews (San Diego, 17 novembre 1967) è un compositore, musicista e produttore discografico statunitense specializzato in colonne sonore.
Egli è principalmente ricordato per la sua cover di Mad World dei Tears for Fears, tema del film Donnie Darko registrato assieme a Gary Jules che entrò al primo posto delle classifiche britanniche durante la settimana di Natale.

## Biografia
Attivo negli anni ottanta come membro degli Origin, di cui faceva parte anche Gary Jules, Andrews fondò i Greyboy Allstars durante gli anni novanta.
Andrews iniziò a occuparsi di colonne sonore soltanto verso la fine del decennio, quando alla band venne chiesto di comporre la musica di Zero Effect (1997), primo lungometraggio di Jake Kasdan. Andrews fece lo stesso con le musiche di Freaks and Geeks, serie televisiva andata in onda per un breve periodo nel 1999. Nel 2000 Andrews iniziò a lavorare anche alle composizioni per il film Donnie Darko, tra le quali spicca Mad World, una cover dei Tears for Fears registrata assieme a Jules e divenuta una hit in vari Paesi, tra cui il Regno Unito, dove divenne il singolo più venduto durante il periodo di Natale. Negli anni a venire musicò anche le pellicole Out Cold (2001), Cypher (2002), Nothing (2003), Orange County (2002), My Suicidal Sweetheart (2005), Me and You and Everyone We Know (2005) e TV Set (2006) tra le altre.
Andrews è anche attivo come musicista solista. Il suo primo disco, Elgin Park (2000), venne pubblicato utilizzando l'alias omonimo. Ad esso seguirono Hand on String (2006) e 
Spilling a Rainbow (2012).

## Discografia parziale

### Discografia solista

#### Album in studio
- 2000 – Elgin Park (come Elgin Park)
- 2006 – Hand on String
- 2012 – Spilling a Rainbow

#### Singoli
- 2003 – Mad World

### Negli Origin

#### Album in studio
- 1990 – The Origin
- 1992 – Bend

### Nei Greyboy Allstars

#### Album in studio
- 1994 – West Coast Boogaloo (con Fred Wesley)
- 2007 – What Happened to Television?

## Filmografia
- Chapter Zero, regia di Aaron Mendelsohn (1999)
- Donnie Darko, regia di Richard Kelly (2001)
- Out Cold, regia dei Malloys (2001)
- Orange County, regia di Jake Kasdan (2002)
- Cypher, regia di Vincenzo Natali (2002)
- Nothing, regia di Vincenzo Natali (2003)
- Me and You and Everyone We Know, regia di Miranda July (2005)
- TV Set, regia di Jake Kasdan (2006)
- Paris, je t'aime: La Vampire, regia di Vincenzo Natali (2006)
- Mi sono perso il Natale, regia di Paul Feig (2006)
- Walk Hard - La storia di Dewey Cox, regia di Jake Kasdan (2007)
- Funny People, regia di Judd Apatow (2009)
- Cyrus, regia di Jay Duplass e Mark Duplass (2010)
- Lei è troppo per me, regia di Jim Field Smith (2010)
- Le amiche della sposa, regia di Paul Feig (2011)
- Bad Teacher - Una cattiva maestra, regia di Jake Kasdan (2011)
- A casa con Jeff, regia di Jay Duplass e Mark Duplass (2011)
- The Five-Year Engagement, regia di Nicholas Stoller (2012)
- Il fondamentalista riluttante, regia di Mira Nair (2012)
- Corpi da reato, regia di Paul Feig (2013)
- Cattivi vicini, regia di Nicholas Stoller (2014)
- Tammy, regia di Ben Falcone (2014)
- Sex Tape - Finiti in rete, regia di Jake Kasdan (2014)
- Le verità sospese, regia di Pamela Romanowsky (2015)
- Daddy's Home, regia di Sean Anders (2015)
- Nonno scatenato, regia di Dan Mazer (2016)
- Cattivi vicini 2, regia di Nicholas Stoller (2016)
- Daddy's Home 2, regia di Sean Anders (2017)
- The Big Sick - Il matrimonio si può evitare... l'amore no, regia di Michael Showalter (2017)
- Come ti divento bella!, regia di Abby Kohn e Marc Silverstein (2018)
- Instant Family, regia di Sean Anders (2018)
- Ricomincio da me, regia di Peter Segal (2018)
- Against the Clock, regia di Mark Polish (2019)
- Finché forse non vi separi, regia di Nahnatchka Khan (2019)
- The Lovebirds, regia di Michael Showalter (2020)
- Il re di Staten Island, regia di Judd Apatow (2020)
- Yes Day, regia di Miguel Arteta (2021)
- Roadrunner: A Film About Anthony Bourdain, regia di Morgan Neville (2021)
- Nella bolla, regia di Judd Apatow (2022)